# Frank Elser
Frank Elser (* 5. Oktober 1958 in Stuttgart) ist ein ehemaliger deutscher Fußballspieler und -trainer.

## Werdegang
Elser erlernte das Fußballspielen bei der Sportvg Feuerbach. 1972 wechselte er in die Jugend des VfB Stuttgart, für den er nach seiner Juniorenzeit in der Amateurmannschaft spielte. Mit den Amateuren konnte Elser 1979 in die Oberliga Baden-Württemberg aufsteigen, wo man direkt das Triple aus Oberliga-Meisterschaft 1980, WFV-Pokal 1979/80 und – da die VfB-Amateure nicht in die 2. Bundesliga aufsteigen konnten, stieg der Vizemeister VfB Eppingen auf und die VfB-Talente spielten um die Deutsche Amateurmeisterschaft – nach einem 2:1-Finalerfolg am 20. Juni 1980 gegen den FC Augsburg die Amateurmannschaft 1980 gewann.
Der VfB belohnte die Talente Frank Elser, Ralf Obermüller und İlyas Tüfekçi mit der Aufnahme in die Lizenzspielermannschaft zur Runde 1980/81. Sein erstes Bundesligaspiel bestritt er am 15. November 1980, als er am 14. Spieltag beim 3:2-Heimerfolg gegen den Hamburger SV in der 87. Minute für Walter Kelsch eingewechselt wurde. Im weiteren Verlauf der Saison kam er nur noch in der Rückrunde gegen Eintracht Frankfurt und im Achtelfinale des UEFA-Pokals gegen den 1. FC Köln zum Einsatz. Am Ende der Saison verließ er den VfB Stuttgart und schloss sich Alemannia Aachen an, für die er in den nächsten beiden Jahren 52 Zweitligaspiele bestritt. Über den SSV Ulm 1846 kam er 1985 zu den Stuttgarter Kickers. In der Spielzeit 1986/87 erreichte er mit den Kickers das Finale des DFB-Pokals, dort unterlag die Mannschaft dem Hamburger SV mit 1:3. Ein Jahr später stieg der Verein in die Bundesliga auf. Nach dem sofortigen Abstieg beendete Frank Elser seine Laufbahn nach der Saison 1988/89.
Nach seiner aktiven Karriere trainierte er verschiedene unterklassige Vereine. Von Beruf ist er Geschäftsführer der KidsforChampion Fußballschule.

## Erfolge
- DFB-Pokalfinale 1986/87
- Meister der 2. Bundesliga 1987/88